# 広瀬町 (山口県)
広瀬町（ひろせちょう）は山口県玖珂郡にあった町。現在の岩国市錦町の中心部にあたる。本項では町制前の名称である広瀬村（ひろせそん）についても述べる。

## 地理
- 山岳 ： 馬糞ヶ岳、平家ヶ岳、城将山
- 河川 ： 錦川

## 歴史
- 1889年（明治22年）4月1日 - 町村制の施行により、野谷村・中ノ瀬村・大野村・府谷村・広瀬村の区域をもって広瀬村が発足。
- 1940年（昭和15年）11月3日 - 広瀬村が町制施行して広瀬町となる。
- 1955年（昭和30年）4月1日 - 深須村・高根村と合併して錦町が発足。同日広瀬町廃止。

## 交通

### 鉄道路線
現在は旧村域に錦川鉄道錦川清流線の錦町駅が所在するが、当時は未開業。

### 道路
- 国道187号